# 北海道聖書学院
北海道聖書学院（ほっかいどうせいしょがくいん、英語: Hokkaido Bible Institute、略称: HBI）は、北海道札幌市白石区北郷1条3丁目にある福音派の神学校である。日本福音同盟の協力会員である。

## 概観
1964年に国際福音宣教会(OMFインターナショナル)により設立された。設立当初より超教派協力による理事会のもとで運営され、1992年に宗教法人北海道福音伝道会北海道聖書学院となった。「超教派・聖書信仰・福音主義」を掲げ、「キリストを知り、教会に、世界に、時代に仕える」をモットーにしている。
本科は3年だが、牧師を目指さない信徒向けの1年の短期信徒コース（最長3年まで延長可能）もある。本科は基本的に全寮制だが家族寮がないため既婚者は通学制である。短期信徒コースは基本的に通学制だが、単身者であれば寮に入ることは可能である。
日本福音キリスト教会連合（JECA）札幌聖書キリスト教会が隣接している。

## 沿革
- 1963年 夜間信徒聖書学校として開校
- 1964年 北海道聖書学院として開校
- 1967年 校舎竣工
- 1992年 宗教法人格「北海道福音伝道会」取得
- 1999年 新校舎建設

## カリキュラム
本科生のカリキュラム
| 旧約学   | 旧約通論、旧約緒論、旧約各書講解、旧約神学、中間時代、 ヘブル語文法、ヘブル語釈義                                                                      |
| 新約学   | 新約通論、新約緒論、新約各書講解、新約神学、 ギリシャ語文法、ギリシャ語釈義                                                                            |
| 組織神学 | 組織神学序説、聖書解釈学、聖書・啓示論、神論、人間・罪論、 教会論、キリスト論、聖霊論、救済論、終末論、現代神学、 キリスト教倫理、異端・弁証論、教父学 |
| 歴史神学 | 聖書地理、教会史、日本教会史、北海道キリスト教史、宣教史                                                                                               |
| 実践神学 | 説教理論、説教演習、宣教学、牧会学、礼拝論、帰納的聖書研究法 個人伝道、キリスト教教育学、 教会音楽、オルガン、英書講読、 伝道実習、海外研修、卒業論文  |

短期信徒コース生のカリキュラム
| 必修科目 | 旧約通論、新約通論、教会史、組織神学序説、 聖書地理、聖書解釈学、帰納的聖書研究法、啓示・聖書論、神論、 説教理論Ⅰ、説教演習Ⅰ |
| 選択科目 | ギリシャ語初級文法 |

## 教師
学院長：中川昭一
教師：水草修治、吉永光生、中西健彦
舎監：姜明善
講師（順不同）
- 竹本邦昭
- 堀田修一
- 松元潤
- 小澤和男
- 木村恵一
- 込堂一博
- 遠藤稔
- 菜花和男
- 松元ハンナ
- 吉永沙織
- 山本門
- 須川清一
- 川﨑憲久
- 杉本潤
- オルソン・キース
- 船渡川貴
- 野村啓祐
- 髙橋政宣
- 齋藤謙治
- 吉田麻希子
- 池田創造
- 原田玲子